# Glen Eden
Glen Eden est une banlieue de la cité d’Auckland, dans l’île du Nord de la Nouvelle-Zélande.

## Situation
Le village de Glen Eden est situé sur le trajet de la « West Coast Road ».
Le centre commercial de Glen Eden est sur la route, sur « Glen Mall », qui est un petit centre commerciale situé à proximité.
Le Waikumete Cemetery (en) est situé est au nord ‘Glen Eden’.

## Population
La population de Glen Eden était de 6 609 habitants lors du recensement de 2006 en Nouvelle-Zélande, soit une augmentation de 540 résidents par rapport au recensement de 2001.

## Installations
La gare de Glen Eden (en), une gare de la ligne de l’ouest d’Auckland (en), se trouve sur ‘West Coast Road’.
Glen Eden possède une bibliothèque (ouverte en 2004), ainsi qu'un théâtre, le Playhouse Theatre, et un club du Royal New Zealand Returned and Services' Association (en).
La plupart des maisons sont en bois, avec quelques vieux bâtiments de fermes, dont certains sont de style art déco des années 1930, des bungalows d’après-guerre et des maisons à bardage en bois. Il y a aussi des maisons à terrasses plus récentes.

## Loisirs
Le club de rugby de la Glenora Rugby League team (en) joue au niveau de Glenora Park (en). C'est le plus ancien club de Scouts enregistré dans le pays.

## Gouvernance
La banlieue est localisée dans le ward de Waitakere, une des 13 zones administratives d’Auckland, gouvernée par le Conseil d'Auckland.
Avant l’adoption de la super-cité d’Auckland en 2010, Glen Eden fut sous la gouvernance locale du conseil de la cité de Waitakere et la board de la Communauté (en) de la ville de New Lynn.

## Toponymie
Le nom Māori original pour la zone était ‘Waikomiti’.
Mais comme ce nom était identique à celui du Waikumete Cemetery (en), les résidents demandèrent un changement de nom. Glen Eden fut choisi à partir de celui du Mont Eden (en) et des vallées couvertes de vergers de ce secteur,.

## Éducation
- L’école de « Glen Eden School » est une école primaire mixte allant de l’année 1 à 6, avec un taux de décile de 3 et un effectif de 359 élèves[6].
- L’école « Prospect School »[7]  est une école primaire mixte allant de l’année 1 à 6, avec un taux de décile de 2 et un effectif d’approximativement de 350 élèves[8].
- L’école « Waitakere Seventh-day Adventist School » est une école primaire mixte allant de l’année 1 à 8, avec un effectif de 42 élèves et un taux de décile de 2.

Cette école religieuse est intégrée avec le système d’état.
- Les écoles secondaires locales à proximité sont l'école supérieure de garçon de Kelstron (en) et le collège de fille de Kelston (en).

## Sports et loisirs
Glen Eden est le siège du club de rugby league des Glenora Bears (en).